# Sankt Peter (Jaffa)
Sankt Peter (hebräisch כנסיית פטרוס הקדוש, Knessiath Petrūs HaQadōsch) ist ein römisch-katholisches Kirchengebäude in Jaffa, Israel. Die Kirche gehört zur franziskanischen Kustodie des Heiligen Landes.

## Lage
Das Gebäude befindet sich in der Altstadt im Nordwesten sehr nahe der Mittelmeerküste. Angrenzend befindet sich die Nuntiatur des Heiligen Stuhls für Israel. Zum Baukomplex gehört das Kloster St. Peter monastery.

## Architektur
Das ursprünglich 1654 erbaute Gebäude wurde im 18. Jahrhundert zwei Mal zerstört. Der heutige Bau stammt aus dem Jahr 1894, im Jahre 1903 fand eine umfangreiche Sanierung statt. Das Gebäude im Stil des Neobarock ist mit Bleiglasfenstern des Münchners Franz Xaver Zettler ausgestaltet und südöstlich ausgerichtet. Zum Gebäude gehört ein Glockenturm.

## Nutzung
Die Kirche ist öffentlich zugänglich, unter anderem werden Messen in vier Sprachen gelesen: Spanisch, Hebräisch, Englisch und Polnisch.

## Abbildungen

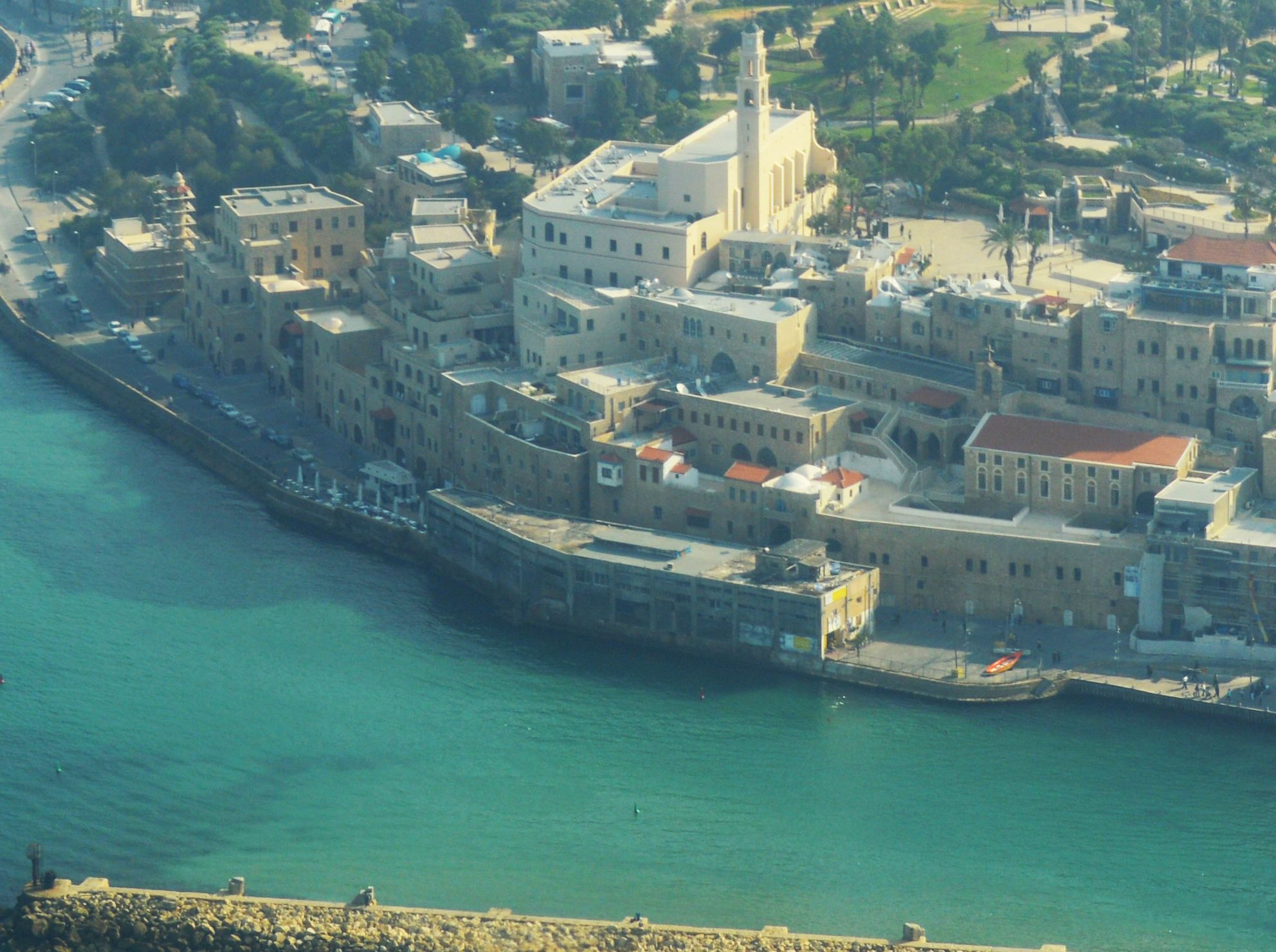
Übersichtsaufnahme
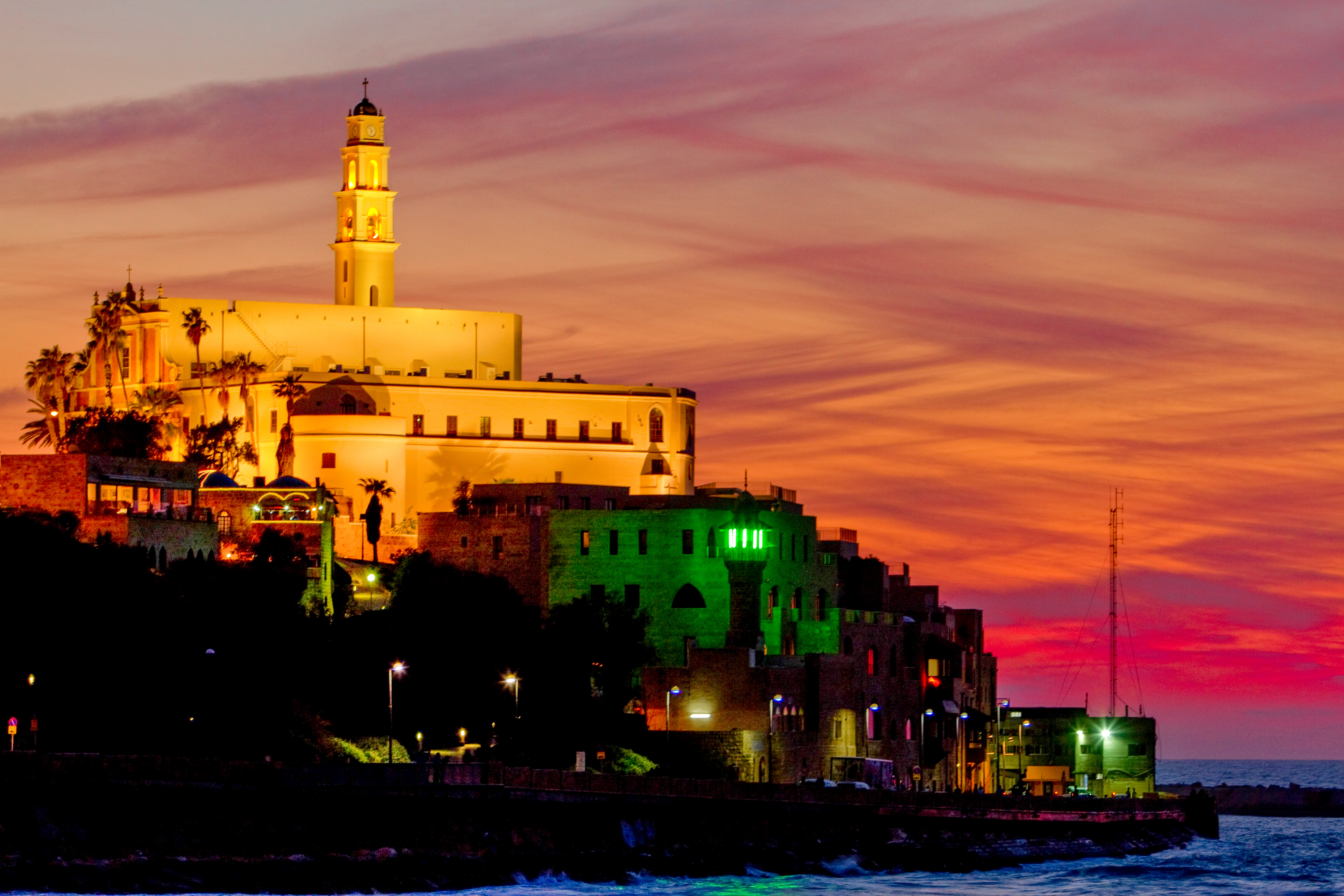
Das Kirchengebäude des Nachts
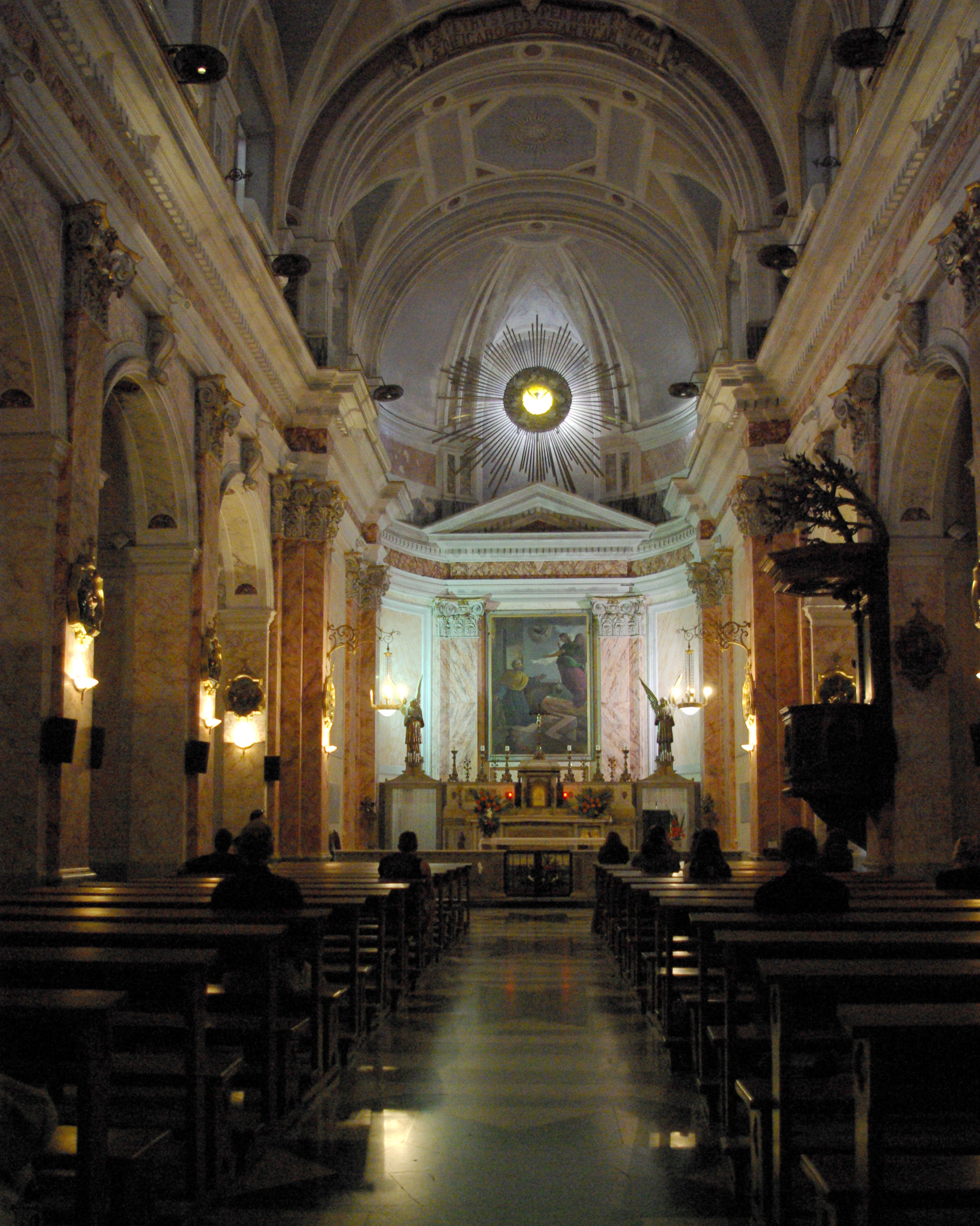
Innenansicht
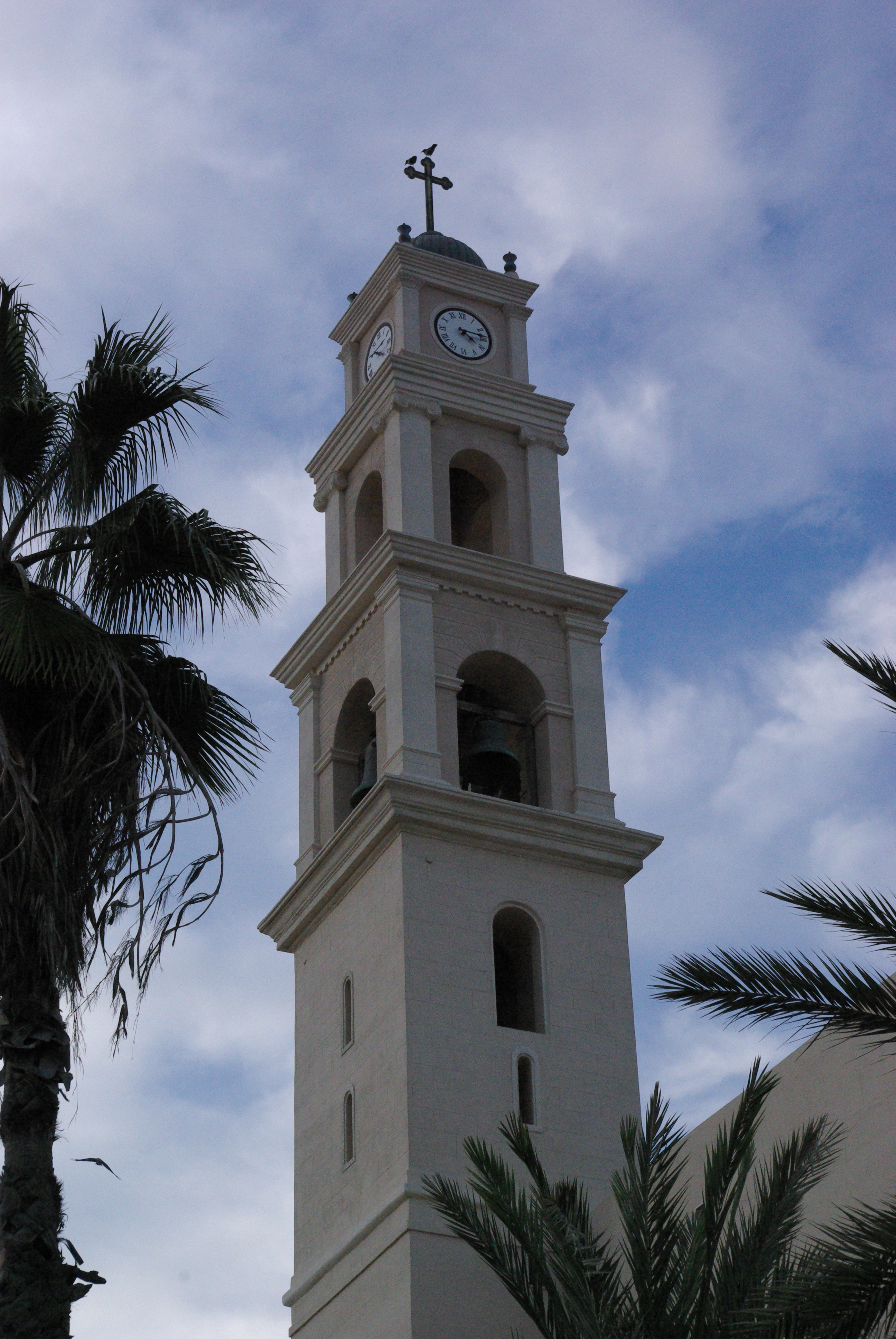
Glockenturm
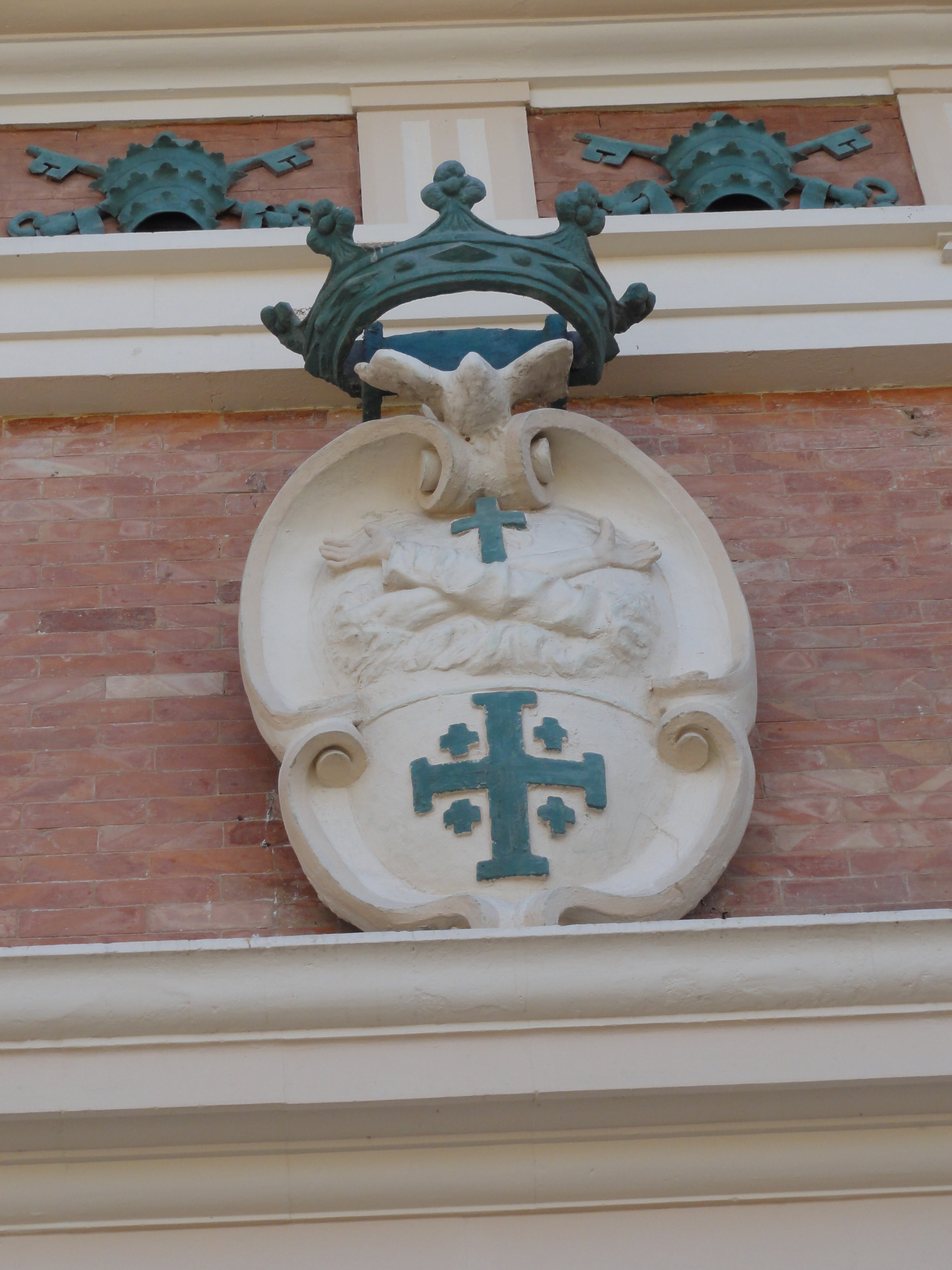
Wappenrelief